# Parischnogaster nigricans
Parischnogaster nigricans är en getingart som först beskrevs av Cameron 1902.  Parischnogaster nigricans ingår i släktet Parischnogaster och familjen getingar. Utöver nominatformen finns också underarten P. n. serrei.